# Пиротска бањица
43° 09′ 07″ С; 22° 35′ 06″ И / 43.151833° С; 22.585° И
Пиротска бањица или Бањица једно је од највећих врела у околини Пирота.

## Географске одлике
У Пиротској бањици као једном од највећих врела у околини Пирота, воде се појављују у самом кориту Костурске реке, у зони дужине око 45 m као и у зони дужине 20 m у кориту реке Бистрице.
Хидрометријским мерењима установљено је — да је, у неповољним хидролошким условима, издашност врела 48 l/s, али и да је укупна издашност обе појаве око 98 l/s. Током израде тунела у залеђу врела Пиротска бањица пресечен је хидролошки активан дрен са протицајем око 10 l/s, чије се воде одводе дренажом кроз тунел.
Воде из врела истичу сифонално, у самом кориту реке. Извирања воде са јавља и на супротној страни Костурске реке, у подножју зидина старе тврђаве. Појава је у нивоу алувијалних наслага, са мањим осцилацијама сталног капацитета. 
Појава овог извора је потврда постојања релативно дубоке сифоналне циркулације вода које дуж система раседа и каверни теку испод корита реке и под дејством хидростатичког притиска сифонално истичу.

## Намена
Воде врела су биле, делимично, каптиране за потребе индустрије коже, но током радова на уређењу корита Костурске реке каптажа је оштећена а њене воде се не користе.